# Bowles Ridge
Bowles Ridge är en ås på Sydshetlandsöarna i Antarktis. Den löper 6,5 kilometer i öst-västlig riktning och är 1,5 kilometer bred. Argentina, Chile och Storbritannien gör anspråk på området.
Bowles Ridge ligger mitt på östra Livingstonön och gränsar till Kaliakra Glacier i norr, Perunika Glacier i väst och sydväst samt Huron Glacier i öst och sydöst. Åsen kartlades första gången 1968 av brittiska forskare. Bowles Ridge fick sitt namn 2002 av bulgariska forskare, namnet togs från Mount Bowles som är åsens högsta punkt.